# Klewki (przystanek kolejowy)
Klewki – przystanek kolejowy w Klewkach w województwie warmińsko-mazurskim.

## Ruch pasażerski
| Rok  | Wymiana pasażerska na dobę |
| ---- | -------------------------- |
| 2017 | 20-49                      |
| 2022 | 20-49                      |